# 金黃甲大院
金黃甲大院位於重慶市萬州區羅田鎮金黃村四組，文物遺址年代為1937年，2009年12月15日列為第二批重慶市文物保護單位。